# Ernest Mason Satow
Ernest Mason Satow (30 de junio de 1843 – 26 de agosto de 1929) fue un erudito inglés, diplomático y japonólogo.

## Biografía
Satow era hijo de padre de origen germano Hans David Christoph Satow y de madre inglesa, Margaret Mason. Fue educado en la Mill Hill School y en el University College de Londres.
Satow fue un excepcional lingüista, un enérgico explorador, escritor de libros de viajes, recopilador de diccionario, montañista, entusiasta botánico, y un importante coleccionista de libros y manuscritos japoneses de todo tipo de temas, incluso antes de los propios nipones. Era un amante de la música clásica y de la obra de Dante en la cual su cuñado, Henry Fanshawe Tozer, era una autoridad. Satow llevó un diario durante casi toda su vida adulta, lo que equivale a 47 vols., la mayoría escritos a mano.

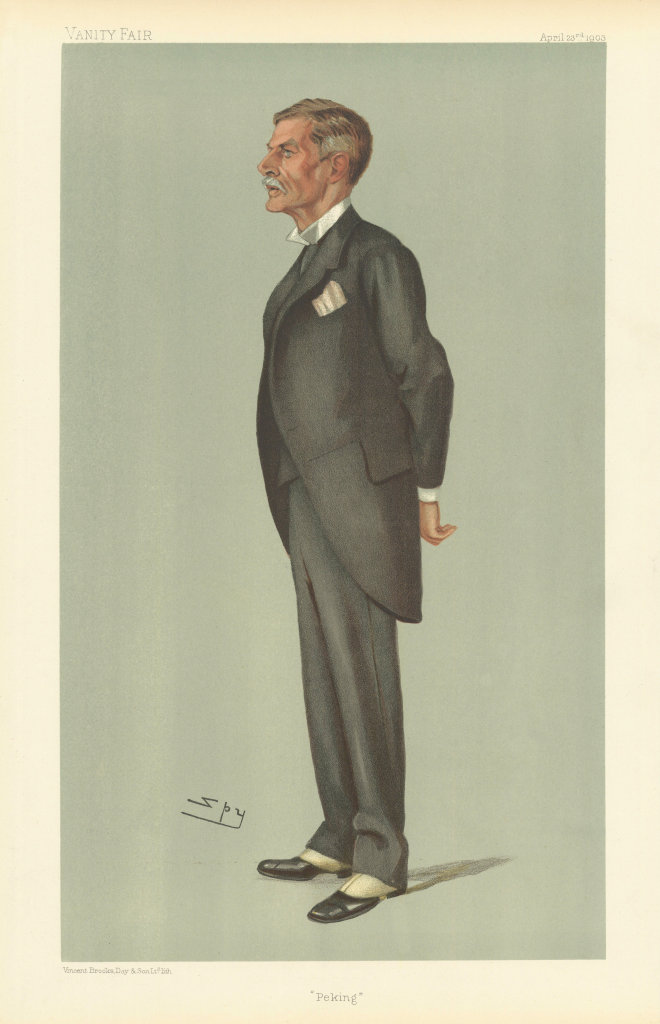
Satow caricaturizado por Spy para Vanity Fair, 1903

Como una celebridad, aunque no de gran importancia, fue tema de un cómic en la revista británica Vanity Fair, 23 de abril de 1903.
Es más conocido en Japón (como "アーネスト・サトウ", Ānesuto Satō) que en Gran Bretaña, o en los otros países en los que se desempeñó. Fue una figura clave en el Asia Oriental y en las relaciones anglo-niponas, sobre todo en el Bakumatsu (1853-1867) y la Era Meiji (1868-1912) en Japón, y en China (como "薩道義" o en chino simplificado "萨道义") después del levantamiento de los bóxers, de 1900 a 1906. Durante el periodo de la Guerra Boshin (de 1868 a 1869) líderes japoneses del sur, como Saigō Takamori de Satsuma, o Itō Hirobumi e Inoue Kaoru de Chōshū, cultivaron conexiones personales con diplomáticos británicos, en especial con Satow.
También se desempeñó en Siam, Uruguay y Marruecos, y representó a Gran Bretaña en la 2ª Conferencia de Paz de La Haya de 1907. En su retiro, publicó A Guide to Diplomatic Practice (Una guía para la práctica diplomática), ahora conocida como Satow's Guide to Diplomatic Practice (Guía de Satow de la práctica diplomática), manual ampliamente utilizado hoy en día, y ha sido actualizado varias veces por distinguidos diplomáticos, en particular por Gore-Booth. Su sexta edición, editada por Ivor Roberts, fue publicada por Oxford University Press, en 2009, y tiene más de 700 pp.
El segundo hijo de Satow, Hisayoshi Takeda, se convirtió en un destacado botánico, fundador de la Sociedad de Historia Natural de Japón y de 1948 a 1951 presidente del Club Alpino de Japón.

## Algunas publicaciones
Estadísticamente, los documentos hechos por y sobre Ernest Mason Satow, OCLC/WorldCat abarcan aproximadamente más de 200 obras, y más de 300 publicaciones en nueve idiomas y 4.000 fondos de biblioteca.
- A Guide to Diplomatic Practice by Sir E. Satow, (Longmans, Green & Co. Londres & N. York, 1917). Obra de referencia, utilizada en muchas embajadas de todo el mundo, y descrita por Sir Harold Nicolson en su texto Diplomacy como "La obra estándar para la práctica diplomática," y "admirable."[4] sexta edición, editada por Ivor Roberts (2009, ISBN 978-0-19-955927-5).

- A Diplomat in Japan de E. Satow, primero publicada por Seeley, Service & Co. Londres, 1921, reimpresa por Tuttle, 2002 (la paginación es ligeramente diferente en las dos ediciones) ISBN 4-925080-28-8

- The Voyage of John Saris, ed. de E. M. Satow (Hakluyt Soc. 1900) mencionada en la página de William Adams

- The Family Chronicle of the English Satows, de Ernest Satow, impresa de manera privada, Oxford 1925.
- Obras colectadas de Ernest Mason Satow Parte Uno : Obras Mayores 1998 (incluye dos obras no publicadas por Satow)
- Obras colectadas de Ernest Mason Satow Parte Dos: Collected Papers 2001

- 'British Policy', una serie de tres artículos, sin título, escritos por Satow (de forma anónima) en el Japan Times (ed. Charles Rickerby), fechada 16 de marzo, 4 de mayo(? fecha incierta) y 19 de mayo de 1866 que al parecer influyó a muchos japoneses, una vez traducido y ampliamente distribuido bajo el título Eikoku sakuron (Política Británica),y probablemente ayudó a acelerar la Restauración Meiji de 1868. Satow señaló que los tratados británicos y otros, con los países extranjeros, se hicieron con el Shogun en nombre de Japón, pero que la existencia del emperador aún no se había mencionado, lo que ponía en tela de juicio su validez. Satow acusó al Shogun de fraude, y exigió saber quién era el "verdadero jefe" de Japón y, además revisar los tratados para reflejar la realidad política. Él admitió más tarde en A Diplomat in Japan (p. 155 en la reimpresión de Tuttle, p. 159 de la 1ª ed.) que la redacción de los artículos habían sido "totalmente contraria a las normas del servicio '(es decir, no era apropiado que un diplomático o cónsul interfiera en la política de un país en el que él o ella esté sirviendo). [Los artículos primero y tercero se reproducen en las páginas 566-75 de Grace Fox "Gran Bretaña y Japón 1858-1883", Oxford: Clarendon Press 1969, pero la segunda sólo se ha localizado en la traducción al japonés. Una nueva retraducción del japonés al inglés se ha intentado en I. Ruxton Bull. of the Kyūshū Institute of Technology (Humanidades, Ciencias Sociales) 45, marzo de 1997, pp. 33–41]

### Textos y artículos sobre la base de los Papeles de Satow
- The Diaries and Letters of Sir Ernest Mason Satow (1843-1929), a Scholar-Diplomat in East Asia, editó Ian C. Ruxton, Edwin Mellen Press, 1998 ISBN 0-7734-8248-2 (traducido al japonés Archivado el 12 de julio de 2009 en Wayback Machine. ISBN 4-8419-0316-X )

- Korea and Manchuria between Russia and Japan 1895-1904 : the observations of Sir Ernest Satow, British Minister Plenipotentiary to Japan (1895-1900) and China (1900-1906), seleccionado y editado con una introducción histórica, por George Alexander Lensen. -- Universidad de Sofía en cooperación con Diplomatic Press, 1966 [sin ISBN]

- A Diplomat in Siam de Ernest Satow C.M.G. introduce y edita Nigel Brailey (Orchid Press, Bangkok, reimpreso 2002) ISBN 974-8304-73-6

- The Satow Siam Papers: The Private Diaries and Correspondence of Ernest Satow, edita Nigel Brailey (vol. 1, 1884–85), Bangkok: The Historical Society, 1997

- The Rt. Hon. Sir Ernest Mason Satow G.C.M.G.: A Memoir, de Bernard M. Allen (1933)

- Satow, de T.G.Otte en Diplomatic Theory from Machievelli to Kissinger (Palgrave, Basngstoke, New York, 2001)

- "Not Proficient in Table-Thumping": Sir Ernest Satow at Peking, 1900-1906 de T.G.Otte en Diplomacy & Statecraft 13 (2, junio de 2002): 161-200

- "A Manual of Diplomacy": The Genesis of Satow's Guide to Diplomatic Practice de T.G.Otte en Diplomacy & Statecraft 13 (2, junio de 2002): 229-243

### Otras
- Early Japanese books in Cambridge University Library : a catalogue of the Aston, Satow, and von Siebold collections, Nozomu Hayashi & Peter Kornicki -- Cambridge University Press, 1991. -- (University of Cambridge Oriental publications ; 40) ISBN 0-521-36496-5
- Diplomacy and Statecraft 13 ( 2) (enlace roto disponible en Internet Archive; véase el historial, la primera versión y la última). incluye una sección especial sobre Satow por varius contribuyentes (junio de 2002)

- Entrada sobre Satow en el nuevo Dictionary of National Biography de Dr. Nigel Brailey de la Universidad de Bristol